# Liste der Nummer-eins-Hits in Griechenland (2019)
Diese Liste der Nummer-eins-Hits in Griechenland von 2019 basiert auf den offiziellen Top 75 Albums Sales Chart und der offiziellen Top 20 Airplay Chart der IFPI Griechenland. Bei den Alben gab es eine Sommerpause: Von Woche 31 bis 34 wurden keine Chartlisten veröffentlicht.

## Singles
| ← 2018 ← | Liste der Nummer-eins-Hits in Griechenland (Airplay) | Liste der Nummer-eins-Hits in Griechenland (Airplay)                     | Liste der Nummer-eins-Hits in Griechenland (Airplay)                                                                                  | 2020 → |
| \| Zeitraum \| Wo. ges. \| Interpret \| Titel Autor(en) \| Zusätzliche Informationen \| \| (Zeitraum, Wochen auf Platz eins, Interpret, Titel, Autor[en], zusätzliche Informationen) \| \| \| \| \| \| ----------------------------------------------------------------------------------------- \| -------- \| ------------------------------------------------------------------------ \| ------------------------------------------------------------------------------------------------------------------------------------- \| ------------------------------------------------------------------------------------------------------------------------------------------------------------------------------------ \| \| 1.–6. Woche 6 Wochen (insgesamt 16) \| 16 \| Μελισσεσ / Melisses \| Γιατι / Giati \| – \| \| 7. Woche 1 Woche \| 1 \| Cecilia Krull \| My Life Is Going On (La Casa de Papel) Musik: Juan Manuel Santisteban Gimeno; Text: Cecilia Paula Krull \| Das Lied ist die Titelmelodie der spanischen TV-Serie Haus des Geldes. \| \| 8.–19. Woche 12 Wochen \| 12 \| Κωνσταντίνος Αργυρός / Konstantinos Argyros \| Τι να το κάνω / Ti na to káno \| Der Sänger aus Athen hat im vierten Jahr in Folge einen Nummer-eins-Hit in den Singlecharts. Das zur Single gehörende Album To kati parapano war bereits im Herbst 2018 auf Platz 1. \| \| 20.–21. Woche 2 Wochen \| 2 \| Νίκος Οικονομόπουλος / Nikos Oikonomopoulos \| Δύο Ζωές / Dio zoes \| – \| \| 22.–36. Woche 15 Wochen \| 15 \| Χρήστος Μάστορας / Christos Mastoras \| Δεν έχω ιδέα / Den exo idea \| – \| \| 37.–41. Woche 5 Wochen \| 5 \| Νίκος Οικονομόπουλος / Nikos Oikonomopoulos \| Βάλ' το τέρμα / Val’ to terma \| – \| \| 42.–43. Woche 2 Wochen \| 2 \| Shawn Mendes & Camila Cabello \| Señorita Andrew Wotman, Charlotte Emma Aitchison, Camila Cabello, Magnus Hoiberg, Benjamin Joseph Levin, Shawn Mendes, Jack Patterson \| – \| \| 44. Woche 2019 – 10. Woche 2020 19 Wochen \| 19 \| Χρήστος Μάστορας & Δημήτρης Μπάσης / Christos Mastoras & Dimitris Mpasis \| Ένα Λεπτό / Ena lepto \| – \| |                                                      |                                                                          | | |
| ← 2018 |                                                      |                                                                          | | → 2020 → |
| Zeitraum | Wo. ges.                                             | Interpret                                                                | Titel Autor(en) | Zusätzliche Informationen |
| (Zeitraum, Wochen auf Platz eins, Interpret, Titel, Autor[en], zusätzliche Informationen) |                                                      |                                                                          | | |
| 1.–6. Woche 6 Wochen (insgesamt 16) | 16                                                   | Μελισσεσ / Melisses                                                      | Γιατι / Giati | – |
| 7. Woche 1 Woche | 1                                                    | Cecilia Krull                                                            | My Life Is Going On (La Casa de Papel) Musik: Juan Manuel Santisteban Gimeno; Text: Cecilia Paula Krull                               | Das Lied ist die Titelmelodie der spanischen TV-Serie Haus des Geldes. |
| 8.–19. Woche 12 Wochen | 12                                                   | Κωνσταντίνος Αργυρός / Konstantinos Argyros                              | Τι να το κάνω / Ti na to káno | Der Sänger aus Athen hat im vierten Jahr in Folge einen Nummer-eins-Hit in den Singlecharts. Das zur Single gehörende Album To kati parapano war bereits im Herbst 2018 auf Platz 1. |
| 20.–21. Woche 2 Wochen | 2                                                    | Νίκος Οικονομόπουλος / Nikos Oikonomopoulos                              | Δύο Ζωές / Dio zoes | – |
| 22.–36. Woche 15 Wochen | 15                                                   | Χρήστος Μάστορας / Christos Mastoras                                     | Δεν έχω ιδέα / Den exo idea | – |
| 37.–41. Woche 5 Wochen | 5                                                    | Νίκος Οικονομόπουλος / Nikos Oikonomopoulos                              | Βάλ' το τέρμα / Val’ to terma | – |
| 42.–43. Woche 2 Wochen | 2                                                    | Shawn Mendes & Camila Cabello                                            | Señorita Andrew Wotman, Charlotte Emma Aitchison, Camila Cabello, Magnus Hoiberg, Benjamin Joseph Levin, Shawn Mendes, Jack Patterson | – |
| 44. Woche 2019 – 10. Woche 2020 19 Wochen | 19                                                   | Χρήστος Μάστορας & Δημήτρης Μπάσης / Christos Mastoras & Dimitris Mpasis | Ένα Λεπτό / Ena lepto | – |

## Alben
| ← 2018 ← | Liste der Nummer-eins-Hits in Griechenland | Liste der Nummer-eins-Hits in Griechenland   | Liste der Nummer-eins-Hits in Griechenland                                   | 2020 → |
| \| Zeitraum \| Wo. ges. \| Interpret \| Titel \| Zusätzliche Informationen \| \| (Zeitraum, Wochen auf Platz eins, Interpret, Titel, zusätzliche Informationen) \| \| \| \| \| \| ------------------------------------------------------------------------------ \| -------- \| -------------------------------------------- \| ---------------------------------------------------------------------------- \| ------------------------------------------------------------------------------------------------------------------------------------------------------------ \| \| 1.–6. Woche 6 Wochen \| 6 \| Παντελής Παντελίδης / Pantelis Pantelidis \| Αχ και να 'ξερα που να 'σαι / Ah ke na 'xera pou na 'se \| Mit seinem zweiten posthumen Album und insgesamt zum fünften Mal belegt der Anfang 2016 verstorbene Musiker Platz eins. \| \| 7. Woche 1 Woche \| 1 \| Μιχάλης Χατζηγιάννης / Michalis Hatzigiannis \| Από την αρχή (da capo) / Apo tin arhi (da capo) \| Seit 20 Jahren veröffentlicht der Zyprer in Griechenland und erreichte schon mehrfach Platz 1. Genau ein Jahr zuvor hatte er sein letztes Nummer-eins-Album. \| \| 8.–9. Woche 2 Wochen \| 2 \| Μάριος Φραγκούλης / Mario Frangoulis \| Γαλάζια Λίμνη / Galazia limni / Turquoise Waters \| – \| \| 10.–12. Woche 3 Wochen (insgesamt 5) \| 5 \| Lady Gaga & Bradley Cooper \| A Star Is Born Soundtrack \| Der erfolgreiche Auftritt des Duos aus Popsängerin und Regisseur bei der Oscarverleihung 2019 bringt das Album nach 14 Wochen zurück an die Chartspitze. \| \| 13.–14. Woche 2 Wochen \| 2 \| Billie Eilish \| When We All Fall Asleep, Where Do We Go? \| Obwohl es ihr erstes Album ist, belegt die 17-jährige US-Amerikanerin in zahlreichen Ländern weltweit Platz 1. \| \| 15. Woche 1 Woche \| 1 \| Fleetwood Mac \| Rumours \| – \| \| 16.–18. Woche 3 Wochen (insgesamt 6) \| 6 \| Γιάννης Πλούταρχος / Giannis Ploutarhos \| Τραγούδια Ακατάλληλα / Tragoudia Akatallila \| – \| \| 19. Woche 1 Woche (insgesamt 3) \| 3 \| Γιώργος Σαμπάνης / Giorgos Sabanis \| Παράξενα Δεμένοι / Paraxena demenoi \| – \| \| 20.–22. Woche 3 Wochen (insgesamt 4) \| 4 \| Γιώργος Μαζωνάκης / Giorgos Mazonakis \| Αγαπώ σημαίνει / Agapo simainei \| – \| \| 23.–24. Woche 2 Wochen (insgesamt 3) \| 3 \| Γιώργος Σαμπάνης / Giorgos Sabanis \| Παράξενα Δεμένοι / Paraxena demenoi \| – \| \| 26.–27. Woche 2 Wochen (insgesamt 3) \| 3 \| Άννα Βίσση / Anna Vissi \| Ηλιοτρόπια / Iliotropia \| – \| \| 28. Woche 1 Woche (insgesamt 4) \| 4 \| Γιώργος Μαζωνάκης / Giorgos Mazonakis \| Αγαπώ σημαίνει / Agapo simainei \| – \| \| 29. Woche 1 Woche (insgesamt 3) \| 3 \| Άννα Βίσση / Anna Vissi \| Ηλιοτρόπια / Iliotropia \| – \| \| 30.–37. Woche 8 Wochen \| 8 \| Sin Boy \| Ka gu ras \| – \| \| 38. Woche 1 Woche \| 1 \| (Verschiedene Interpreten) \| Sun:Set 7 by Αλέξανδρου Χριστόπουλου / Sun:Set 7 by Alexandros Christopoulos \| – \| \| 39. Woche 1 Woche \| 1 \| Taylor Swift \| Lover \| – \| \| 40.–43. Woche 4 Wochen \| 4 \| Toquel \| 777 \| – \| \| 44. Woche 1 Woche \| 1 \| Ελευθερία Αρβανιτάκη / Eleftheria Arvanitaki \| Τα μεγάλα ταξίδια / Ta megala taxidia \| – \| \| 45. Woche 1 Woche \| 1 \| Wu-Tang Clan \| Wu-Tang Forever \| – \| \| 46. Woche 1 Woche (insgesamt 2) \| 2 \| Kendrick Lamar \| Good Kid, M.A.A.D City \| – \| \| 47.–48. Woche 2 Wochen \| 2 \| (Verschiedene Interpreten) \| Βουτιά στη Βυθούπολη / Voutia sti vythoupoli \| – \| \| 49.–50. Woche 2 Wochen \| 2 \| Μόνικα / Monika \| Ο κήπος είναι ανθηρός / O kípos eínai anthirós \| – \| \| 51. Woche 1 Woche (insgesamt 2) \| 2 \| Pink Floyd \| The Wall \| – \| \| 52. Woche 1 Woche \| 1 \| Pink Floyd \| Wish You Were Here \| – \| |                                            |                                              |                                                                              | |
| ← 2018 |                                            |                                              |                                                                              | → 2020 → |
| Zeitraum | Wo. ges.                                   | Interpret                                    | Titel                                                                        | Zusätzliche Informationen |
| (Zeitraum, Wochen auf Platz eins, Interpret, Titel, zusätzliche Informationen) |                                            |                                              |                                                                              | |
| 1.–6. Woche 6 Wochen | 6                                          | Παντελής Παντελίδης / Pantelis Pantelidis    | Αχ και να 'ξερα που να 'σαι / Ah ke na 'xera pou na 'se                      | Mit seinem zweiten posthumen Album und insgesamt zum fünften Mal belegt der Anfang 2016 verstorbene Musiker Platz eins.                                      |
| 7. Woche 1 Woche | 1                                          | Μιχάλης Χατζηγιάννης / Michalis Hatzigiannis | Από την αρχή (da capo) / Apo tin arhi (da capo)                              | Seit 20 Jahren veröffentlicht der Zyprer in Griechenland und erreichte schon mehrfach Platz 1. Genau ein Jahr zuvor hatte er sein letztes Nummer-eins-Album. |
| 8.–9. Woche 2 Wochen | 2                                          | Μάριος Φραγκούλης / Mario Frangoulis         | Γαλάζια Λίμνη / Galazia limni / Turquoise Waters                             | – |
| 10.–12. Woche 3 Wochen (insgesamt 5) | 5                                          | Lady Gaga & Bradley Cooper                   | A Star Is Born Soundtrack                                                    | Der erfolgreiche Auftritt des Duos aus Popsängerin und Regisseur bei der Oscarverleihung 2019 bringt das Album nach 14 Wochen zurück an die Chartspitze.     |
| 13.–14. Woche 2 Wochen | 2                                          | Billie Eilish                                | When We All Fall Asleep, Where Do We Go?                                     | Obwohl es ihr erstes Album ist, belegt die 17-jährige US-Amerikanerin in zahlreichen Ländern weltweit Platz 1.                                               |
| 15. Woche 1 Woche | 1                                          | Fleetwood Mac                                | Rumours                                                                      | – |
| 16.–18. Woche 3 Wochen (insgesamt 6) | 6                                          | Γιάννης Πλούταρχος / Giannis Ploutarhos      | Τραγούδια Ακατάλληλα / Tragoudia Akatallila                                  | – |
| 19. Woche 1 Woche (insgesamt 3) | 3                                          | Γιώργος Σαμπάνης / Giorgos Sabanis           | Παράξενα Δεμένοι / Paraxena demenoi                                          | – |
| 20.–22. Woche 3 Wochen (insgesamt 4) | 4                                          | Γιώργος Μαζωνάκης / Giorgos Mazonakis        | Αγαπώ σημαίνει / Agapo simainei                                              | – |
| 23.–24. Woche 2 Wochen (insgesamt 3) | 3                                          | Γιώργος Σαμπάνης / Giorgos Sabanis           | Παράξενα Δεμένοι / Paraxena demenoi                                          | – |
| 26.–27. Woche 2 Wochen (insgesamt 3) | 3                                          | Άννα Βίσση / Anna Vissi                      | Ηλιοτρόπια / Iliotropia                                                      | – |
| 28. Woche 1 Woche (insgesamt 4) | 4                                          | Γιώργος Μαζωνάκης / Giorgos Mazonakis        | Αγαπώ σημαίνει / Agapo simainei                                              | – |
| 29. Woche 1 Woche (insgesamt 3) | 3                                          | Άννα Βίσση / Anna Vissi                      | Ηλιοτρόπια / Iliotropia                                                      | – |
| 30.–37. Woche 8 Wochen | 8                                          | Sin Boy                                      | Ka gu ras                                                                    | – |
| 38. Woche 1 Woche | 1                                          | (Verschiedene Interpreten)                   | Sun:Set 7 by Αλέξανδρου Χριστόπουλου / Sun:Set 7 by Alexandros Christopoulos | – |
| 39. Woche 1 Woche | 1                                          | Taylor Swift                                 | Lover                                                                        | – |
| 40.–43. Woche 4 Wochen | 4                                          | Toquel                                       | 777                                                                          | – |
| 44. Woche 1 Woche | 1                                          | Ελευθερία Αρβανιτάκη / Eleftheria Arvanitaki | Τα μεγάλα ταξίδια / Ta megala taxidia                                        | – |
| 45. Woche 1 Woche | 1                                          | Wu-Tang Clan                                 | Wu-Tang Forever                                                              | – |
| 46. Woche 1 Woche (insgesamt 2) | 2                                          | Kendrick Lamar                               | Good Kid, M.A.A.D City                                                       | – |
| 47.–48. Woche 2 Wochen | 2                                          | (Verschiedene Interpreten)                   | Βουτιά στη Βυθούπολη / Voutia sti vythoupoli                                 | – |
| 49.–50. Woche 2 Wochen | 2                                          | Μόνικα / Monika                              | Ο κήπος είναι ανθηρός / O kípos eínai anthirós                               | – |
| 51. Woche 1 Woche (insgesamt 2) | 2                                          | Pink Floyd                                   | The Wall                                                                     | – |
| 52. Woche 1 Woche | 1                                          | Pink Floyd                                   | Wish You Were Here                                                           | – |